# Bugui-bugui

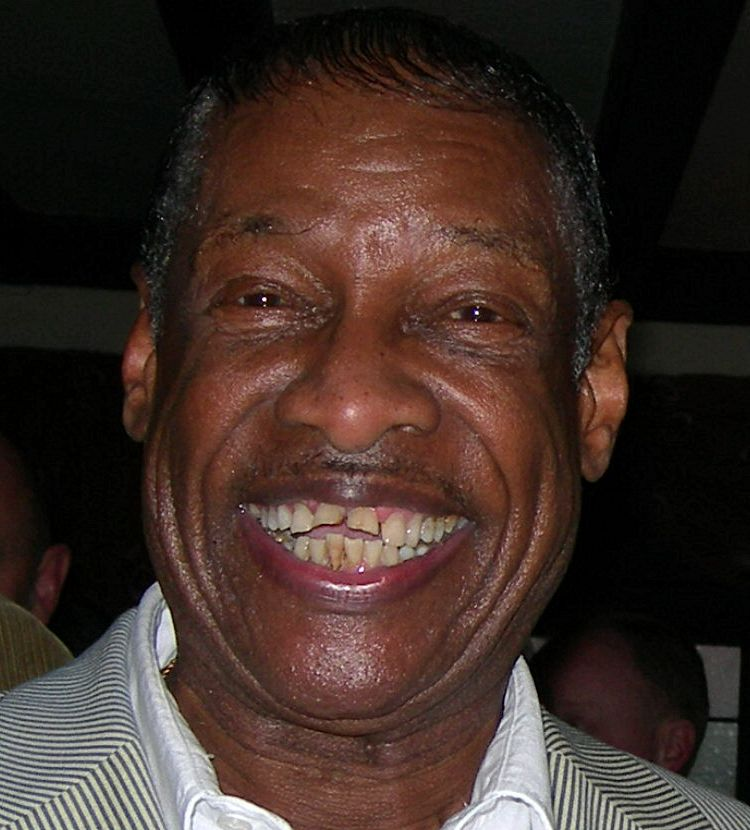
Fotografia de Little Willie Littlefield, pianista de bugui-bugui durant la seva gira per Alemanya l'any 2006.

El bugui-bugui és un ball ràpid d'origen estatunidenc que s'executa amb balanceigs, girs i encreuament continus.

## Origen i evolució
Les arrels d'aquest ritme les trobem en el jazz i el blues. Hi ha qui situa els seus orígens en el Chicago del segle xx, on hauria arribat des de l'Oest Mitjà com a adaptació per al piano de les formes emprades en la guitarra i el banjo pels músics de blues de començament del segle xx.
El seu caràcter essencialment rítmic el converteix en el més africà dels estils de jazz. La seva estructura harmònica es caracteritza per la repetició vigorosa i constant, en la part greu, d'un motiu de vuit notes a cada compàs (8/8). Aquest ritme obsessiu és contestat per la melodia de la part aguda (mà dreta). Pot considerar-se com una forma de swing i el precursor dels balls estil jive i rock'n'roll.
S'atribueix a Jimmy Blythe la primera peça d'aquest gènere: "Chicago Stomp", però el primer tema que es va fer famós va ésser "Pinetop's Boggie-woogie" (1928), enregistrat per Clarence "Pinetop" Smith. A la dècada dels trenta, aquest ritme és adoptat per les grans orquestres de swing jazz, especialment, per les de Count Basie, Lionel Hampton i Glenn Miller.
El 1938, gràcies als primers concerts de jazz al Carnegie Hall de Nova York, el bugui-bugui es difon amb força pels Estats Units i pianistes blancs com Freddie Slack i Bob Zurke descobreixen un estil que està destinat a influir músics com ara Jerry Lee Lewis i Louis Jordan. Les tropes estatunidenques que participen en la Segona Guerra Mundial el porten a Europa, on acabarà sent considerat per algunes escoles com una modalitat de rock simple.
Una variant actual és el bugui-rock.

## Músics relacionats amb el bugui-bugui
- Albert Ammons, (1907-1949).
- Les Andrews Sisters.
- Marcia Ball, New Orleans
- Bob Baldori.
- Silvan Zingg.
- Craig Brenner.
- Nico Brina.
- Deanna Bogart.
- James Booker.
- Commander Cody and His Lost Planet Airmen.
- Cow Cow Davenport, (1894-1945).
- Darren Deicide.
- Dr. John, New Orleans
- Fats Domino.
- Floyd Domino.
- Dorothy Donegan, (1924-1980).
- Georgia Tom Dorsey, (1899-1993).
- Champion Jack Dupree, (1908-1992).
- Big Joe Duskin, (1921-2007).
- Frankie Ford, with Huey 'Piano' Smith
- Harry Gibson.
- Edan Serge Gillen.
- Chas Hall.
- Willie Hall.
- John Lee Hooker
- Jose Iturbi.
- James P Johnson
- Pete Johnson.
- Louis Jordan
- Michael Kaeshammer.
- Jerry Lee Lewis.
- Meade Lux Lewis.
- Little Willie Littlefield.
- Professor Longhair, New Orleans
- Freddie Martin
- Major "Big Maceo" Merriweather.
- Romeo Nelson.
- Pinetop Perkins.
- Loyd Price
- Sammy Price.
- Piano Red.
- Speckled Red.
- Little Richard.
- Leon Russell
- Bob Seeley.
- Freddie Slack, (1910-1965).
- Huey "Piano" Smith, New Orleans
- Clarence "Pine Top" Smith.
- Otis Spann
- Roosevelt Sykes, (1906-1983).
- Montana Taylor, (1902-1974).
- George W. Thomas, (1885 - c.1930).
- Hersal Thomas, (c.1909-1926).
- Ike Turner.
- Big Joe Turner
- Tuts Washington
- Clarence Williams, (1898-1965).
- Jimmy Yancey, (1898-1951).
- Axel Zwingenberger
- Ulf Sandström

## Hard bugui
- Canned Heat
- Foghat
- Gary Glitter
- Grand Funk Railroad
- Suzi Quatro
- Status Quo
- George Throgood
- T.Rex
- ZZ Top

## Selecció discogràfica
- George W. Thomas, Hersal Thomas i Moanin' Bernice Edwards. Texas Piano Vol. 1 1923-1935 (Document DOCD-5224).
- Jimmy Blythe. In Chronological Order 1924-1931 (RST Records, JPCD-1510-2).
- Cow Cow Davenport. Complete Recorded Works In Chronological Order Vol. 1 (1925-1929) (Document DOCD-5141).
- Pinetop Smith, Charles Avery, Freddie Nicholson i Jabo Williams. Boogie-Woogie & Barrelhouse Piano Vol. 1 1928-1932 (Document DOCD-5102).
- Meade Lux Lewis. The Chronological Meade Lux Lewis 1927-1939 (Classics 722).
- Albert Ammons. The Chronological Albert Ammons 1936-1939 (Classics 715).
- Albert Ammons. The Chronological Albert Ammons 1939-1946 (Classics 927).
- Diversos artistes. From Spirituals to Swing. The Legendary 1938 & 1939 Carnegie Halls Concerts Produced by John Hammond. Disc 1 (Vanguard CD169).
- Jimmy Yancey. Complete Recorded Works Vol. 1 (1939-1940) (Document DOCD-5041).
- Big Joe Turner. Volume 1 1938-1940 (Master of Jazz).